# Набизада, Мурсал
Мурсал Набизада (пушту مرسل نبی زادہ‎; 1993, провинция Нангархар, Афганистан — 15 января 2023, Кабул, Афганистан) — афганский политический деятель. Депутат нижней палаты Национальной ассамблеи Афганистана (2019—2021).

## Биография
Родилась в провинции Нангархар в 1993 году.
По результатам парламентских выборов 2018 года избрана депутатом от Кабула. Инаугурация нового парламента состоялась 26 апреля 2019 года. До падения Кабула 15 августа 2021 года была депутатом нижней палаты Национальной ассамблеи Афганистана. Была членом парламентской комиссии по обороне и работала в Институте развития и исследований человеческих ресурсов. Не покинула страну и открыто высказывалась против политики талибов.
Застрелена на первом этаже собственного дома в Кабуле, который использовала как офис. Погиб также её телохранитель. Были ранены её брат и второй телохранитель. Третий охранник скрылся с места происшествия с деньгами и драгоценностями.